# 周党镇
周党镇，是中华人民共和国河南省信阳市罗山县下辖的一个乡镇级行政单位。

## 行政区划
周党镇下辖以下地区：
东街社区、北街社区、南街社区、中心街社区、周党村、雷畈村、杨寨村、秦畈村、田河村、桂店村、水寨村、前乡村、吊桥村、朱楼村、东峰村、杨冲村、长安村、闵湾村、青龙村、龙镇村、桃园村、中山村和杨柳村。